# Richland (Mississippi)
Richland é uma cidade localizada no estado americano do Mississippi, no Condado de Rankin.

## Demografia
Segundo o censo americano de 2000, a sua população era de 6027 habitantes.
Em 2006, foi estimada uma população de 7118, um aumento de 1091 (18.1%).

## Geografia
De acordo com o United States Census Bureau tem uma área de
31,7 km², dos quais 31,7 km² cobertos por terra e 0,0 km² cobertos por água.

## Localidades na vizinhança
O diagrama seguinte representa as localidades num raio de 12 km ao redor de Richland.